# إسبلكامب
اسبلكامبف (بالألمانية: Espelkamp) هي بلدة ألمانية تقع في ألمانيا في Minden-Lübbecke. يقدر عدد سكانها بـ 25,341 نسمة .

## المدن التوأمة
مدن آنغرمونده، بوروس (السويد)، ناديكوروش ‏، تورغلو وBorås Municipality هي مدن توأمة لـاسبلكامبف.

## أعلام
- هاينز رودلف كونزي